# Rakitnica (Federacja Bośni i Hercegowiny)
Rakitnica – wieś w Bośni i Hercegowinie, w Federacji Bośni i Hercegowiny, w kantonie sarajewskim, w gminie Trnovo. W 2013 roku liczyła 25 mieszkańców, z czego większość stanowili Boszniacy.